# Баварське плато
48° пн. ш. 12° сх. д. / 48° пн. ш. 12° сх. д.
Баварське плато, Альпійське передгір'я, Баварське передгір'я або Баварське Альпійське передгір'я (нім. Bayerisches Alpenvorland), трикутна область плато та передгір'їв у Південній Німеччині, що простягається від озера Констанція на заході до Лінца на Дунаї на сході, Баварські Альпи, утворюють його південну межу, а Дунай — північну.

## Географія
Рельєф Баварського плато зазнало дію льодовиків і має багате різноманіття форм рельєфу.
Моласний басейн з обширними третинними та четвертинними відкладеннями — мулом і глиною, піском та осадовими породами від альпійської ерозії — що перекрито шар'яжем.
Такі особливості, як моренні пагорби, гравійні зандри та озера є пам'яткою про різні стадії зледеніння в цьому регіоні.
Альпійські передгір'я перетинають річки Іллер, Вертах, Лех, Ізар та Інн, його західна межа приблизно збігається з межею баварського адміністративного округу Швабія із землею Баден-Вюртемберг, а її східною межею є річка Зальцах на кордоні з Австрією.
Серед численних озер — Боденське, Штарнбергер-Зее та Кімзее.
Найбільшими містами регіону є Мюнхен, розташований у центрі Баварського плато на річці Ізар, та Аугсбург, що лежить у самому центрі Південної Німеччини на річці Лех.

## Класифікація
Згідно з Довідником природних регіонів Німеччини, Баварське плато зазвичай поділяється на три природні регіони:
- Північно-Альпійські передгір'я:
  - Плато Іллер-Лех[en] (D64) на південь від хребта Швабський Альб
  - Нижньобаварська височина[en] (D65) на південь від Франконський Альб та Баварського лісу (Чеський масив)
- Південно-Альпійські передгір'я (D66) біля підніжжя Північних вапнякових Альп

На заході Альпійські передгір'я тягнуться вздовж Дунаю аж до джерел у Шварцвальді, а за Боденським озером продовжують як Швейцарське плато. На сході, Австрійські Альпійські передгір'я мають у своєму складі регіон Зальцбург-Умгебунг, сусідні Іннфіртель, Гаусрукфіртель і Траунфіртель Верхньої Австрії, а також регіон Мостфіртель Нижньої Австрії аж до Тульн-ан-дер-Донау.